# Литовченко Роман Діомидович
Роман Демидович Литовченко (23 липня (4 серпня) 1884 року, у родині козака хутора Олексіївки, нині у складі міста Кременчук — після грудня 1927) — провідний діяч революційного руху на Шосткинському пороховому заводі (нині місто Шостка Сумської області). Учасник першого терористичного акту у Шостці, каторжанин, за часів Української Держави — керівник українського військового загону, військовий РСЧА.

## Життєпис

### Переїзд та життя в Шостці
Народився 23 липня (4 серпня) 1884 року в родині козака хутора Олексіївка (нині в складі міста Кременчук) у родині хліборобів та був хрещений у православній Соборно-Успенській церкві. За суспільним станом — козак села Велика Кохнівка (Кременчуцький повіт, Полтавська губернія), нині в складі міста Кременчук.
Після смерті батька, 22 січня 1900 року Литовченко виїхав у Шостку, до тітки, де й залишився жити. У 1901 році, приблизно в березні, поступив на навчання до Шосткинського порохового заводу у відділення токарного цеху, де провчився до 1903 року. Після цього почав працювати самостійно у токарного верстата.
13 (26) жовтня 1902 Роман Литовченко в Шостці одружився з Наталією Володимирівною, дочкою Новгород-Сівеського міщанина Володимира Кузьмина. 5 (18) листопада 1903 в них народився син Михайло, а 7 (20) січня 1906 року — другий син Григорій. 28 серпня (10 вересня) 1907 року Наталія Володимирівна Литовченко померла від зараження крові.

### Початок революційної діяльності

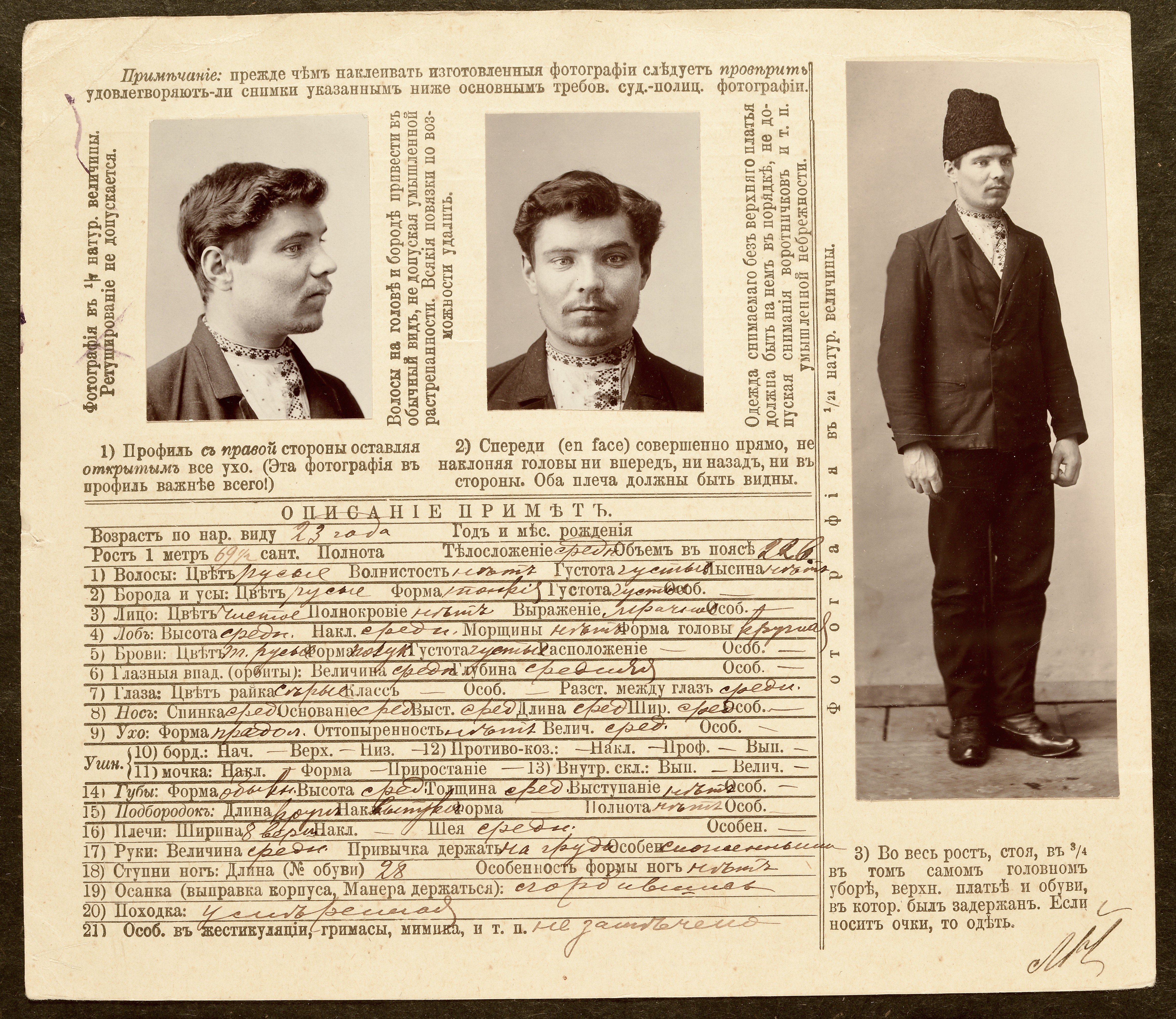
Фото Романа Демидовича Литовченка, 8 лютого 1908 р. у Конотопській тюрмі

За даними, наданими самим Литовченком Товариству колишніх політкаторжан і засланців, Литовченко брав участь у революційному русі вже з 1903 року. У 1905 році на Шосткинському пороховому заводі брав участь у революційних подіях. Під час революційного руху мав клички Гамзей та Буря.
У 1906 році з підробленим паспортом на ім'я Сергія Івановича Супруна, Литовченко виїхав до Москви, де влаштувався на роботу на Завод інженера Барі. На початку січня 1907 року він повернувся до Шостки
У 1906 році шосткинський учитель на прізвисько Шурка зорганізував в поселенні групу есерів-максималістів — лівих радикалів загалом з 30 людей, куди вступив також Роман Литовченко. Максималісти проводили зібрання, на яких підіймалися питання програмного та економічного значення. Також займалися розповсюдженням літератури, листівок. Максималісти скликали шосткинців на масові мітинги. У групі сформувалася так звана бойова дружина, до якої також вступив Литовченко. Ця дружина провела 5—6 експропріацій, а в листопаді 1907 року організувала невдалий замах на штатського пристава Лузанова, начальника місцевої поліції. За свідченнями Литовченка він також брав участь у цьому замаху. 8 грудня 1907 р. нападники стріляли в Лузанова та поранили його в руку. Нападники утекли. Але вже у січні 1908 року його та інших заарештувала поліція.

### Суд і заслання
Нападників судили 31 жовтня 1908 року в Київському військово-окружному суді. Зокрема Литовченка засудили за належність до Глухівської організації Партії соціалістів-революціонерів максималістів за статтею 102 частиною 2 Укладення про кримінальні покарання до 8 років каторги (до 15 січня 1917 року).
|                                                               | підсудних Митрофана Соломка, Миколу Соломка та Святового та підсудних Ковбасу, Кузьмина, Литовченка, Демченка та Машицького в тому, що в 1907 році вони вступили і були членами в с. Локотки та посаді Шостці Глухівського повіту Чернігівської губернії, що перебувала тоді на стані посиленої охорони, злочинного спільноти що іменувала себе "Глухівська організація спільнота партії соціалістів-революціонерів максималістів", що поставила, свідомо для всіх членів цієї спільноти, метою своєї діяльності насильницьке, шляхом збройного повстання, повалення встановленого у Росії основними законами способу правління, однак без безпосереднього зі свого боку позбавлення Царюючого Государя Імператора Влади Верховної, та заміну державного у Росії ладу, шляхом скликання Установчих Зборів, демократичної республіки; причому спільнота ця для досягнення зазначених цілей, свідомо для обвинувачених, як членів спільноти: 1) мала у своєму розпорядженні склад споряджених бомб, оболонок для останніх і вибухові речовини; 2) мала свою організацію, партійну печатку та засоби для друкування своїх закликів до народу; 3) поширювала за участю їх, обвинувачених, серед місцевого населення зазначені заклики до збройного повстання, проте без вказівки на безпосереднє позбавлення Царюючого Государя Імператора Влади Верховної та 4) організувало розбійні напади на приватних осіб і збройні напади на місцеву поліцейську владу. |
| — Вирок суду / ЦДІАК ф. 580, оп. 1, спр. 585, арк. 73, 73 зв. | |

За звинуваченням у замаху на життя поліцейського пристава Литовченко був виправданий. Під час слідства Литовченко зізнався в належності до організації та навів імена її членів, однак на судовому засіданні спростував ці показання, сказавши, що дав їх під тиском насильства та що до жодної партії не належав.
В очікуванні вироку Литовченко знаходився спочатку з 2 лютого до 9 серпня 1908 року в тюрмі в Конотопі, а потім у Лук'янівській в'язниці в Києві.
Каторгу Литовченко відбував у різних центральних тюрмах: у 1909 році — у Москві, у 1910—1916 роках — у Ярославлі, з 1916 по 1917 — в Олександрівському централі. Як він сам вказав, увесь час знаходився в одиночній камері, у Києві та Ярославлі брав участь у тюремних протестах. Після відбуття каторги був направлений до Абанської волості Канського повіту Єнісейської губернії, де працював у селянина та в місті Канську.
У лютому 1909 року Литовченко через адміністрацію Київської губернської тюрми подавав прохання про помилування. Далі прохання про помилування ним подавались у червні 1912 року в Чернігові, у квітні 1914 року в Ярославлі та в лютому 1916 року в Єнісейській губернії. В останньому з них Литовченко просив про зачислення до діючої армії.
Був амністований у березні 1917 року, а в квітні повернувся до Шостки.

### Поновлення революційної діяльності
Після повернення до Шостки Литовченко увійшов до складу шосткинського осередку Української партії соціалістів-революціонерів (УПСР).
7 (20) листопада 1917 року в Києві Українською Центральною Радою було прийнято Третій Універсал, що проголошував автономну Українську Народну Республіку у складі Російської Республіки, а 8 (21) грудня 1917 року розпочалася Перша радянсько-українська війна.
Для з'ясування ставлення до Української Центральної Ради та Генерального Секретаріату, беручи до уваги війну проголошену більшовиками Україні, 13 (26) грудня 1917 року в Шостці відбулося "об'єднане засідання президій всіх місцевих осередків політичних, професійних, громадських та економічних організацій, що об'єднували поселення Шостку та Шостенський пороховий завод, на якому були присутні 92 делегати від 26 місцевих організацій. У засіданні брав активну участь і Роман Литовченко, представляючи УПСР. Відповідаючи на більшовицькі заклики не визнавати Українську Центральну Раду, Литовченко промовляв:
| Так! Кричать більшовики, есери та есдеки "Хай живе Україна!", а раніше чому цього не було - я не чув! Кричать більшовики "геть Центральну Раду", в ній сидять зрадники народної справи, може бути, але вони ведуть народ справедливим шляхом. Хай живе вільна Україна і сама визначається як бажає народ (оплески). |
А також:

| Я клянусь(!), що не буде такого, щоб народні комісари посадили управляти Україною російського комісара. Вони поставили собі за мету задавити Україну, то їм цього не вдасться зробити. Я сам піду в ряди і буду захищати Україну (оплески). Бажаю Україні щастя! Хто посміє зазіхнути на неї та підніме меч, то той від меча і загине. Хай живе український народ і Народна Українська Республіка (оплески). |
Хоча на засіданні 81 голосом було ухвалено «вітати Українську Центральну Раду та її виконавчий орган Генеральній Секретаріат як вищий правовий орган в Україні та всіма силами та доступними засобами підтримувати її в боротьбі за проголошену свободу України», Литовченко при голосуванні за цю підсумкову резолюцію утримався.

### Загін Литовченка
Згідно зі спогадами Михайла Ромченка, 20 березня (2 квітня) 1918 року Литовченко міг бути одним з тих, хто фактично розпочав повстання робітників Шостки проти більшовиків. Робітники були виведені з терпіння поведінкою командира Другої (особливої) армії Опанаса Ремньова, яка на той час перебувала у Шостці, наміром пограбувати завод та оголошеною мобілізацією чоловіків від 20 до 30 років. Цього дня ремньовці вислали зі ст. Терещенської сотню солдатів та комісара Іллю Моргуна для переговорів з «караульним полком», що постійно стояв у Шостці. Під'їхавши до казарм полку, Моргун звернувся до солдат:
Товариші, солдати, ми просимо вас не втручатися, нам потрібний порох…
Пролунав постріл з 2-го поверху і Моргун, обливаючись кров'ю, упав біля сходів казарми а солдати роззброїли ремньовців. Моргун загинув від рук білогвардійця Юрченка та його сподвижника Романа Литовченка.
На початку квітня 1918 року, Литовченко брав активну участь у повстанні робітників Шосткинського порохового заводу проти Другої (Особливої) армії під командуванням Опанаса Ремньова, що була частиною Червоної армії та мала на меті пограбування заводу та вивезення майна та значної суми грошей до РРФСР.
У період короткого безвладдя, на початку квітня 1918 року, Литовченко за завданням есерівської партійної організації організував зібрання у будинку полковника Лишова. На цьому зібранні Литовченко казав, що Шостку треба охороняти, та що на допомогу йдуть українці, яких треба підтримувати. Після зібрання Литовченко почав проводити запис у загін охорони, який почали називати його іменем. До загону записались Іван Сутоцький, Ілля Ковтун, Федір Трегубченко, Олександр Ребенко, Іван Биченко, Михайло Шашура, Анатолій Лишков, Василь Симакін, Яків Титаренко, Захар Віник, Павло Доценко, Василь Седов, Юхим Робок, Петро Никифоров та багато інших. Було визначено штаб загону з трьох осіб: Романа Литовченка (командир), Юхима Робока, Анатолія Лишкова. Загін було організовано у тому числі для припинення погромів, які чинили більшовики в Новгороді-Сіверському, звідки в Шостку явилася делегація з проханням надати допомогу населенню. За завданням меншовистсько-есерівського блоку Литовченко був відправлений до Конотопу, щоб розвідати які війська рухаються до Шостки. Литовченко доповів, що до Шостки йдуть наші українські війська, в дійсності ж першими в Шостку увійшли німецькі війська. Після урочистого входу німецьких військ до Шостки 5 (18) квітня 1918, вже рано вранці 7 (20) квітня 1918 загін першим прибув у Новгород-Сіверський. Причому німецькі війська вступили в місто пізніше, о 10 годині. Загін виявив 75 вбитих, почав проводити обшуки та заарештував близько 12 людей, помічених у бандитизмі. З наказу Литовченка у тюрмі Іваном Комендантом було розстріляно матроса, про якого повідомлялось, що він вирізав сім'ю з 5 людей.
За часів Української Держави, на зміну охоронному, було сформовано гетьманський загін чисельністю до 70 людей, налаштований на самостійницькі ідеї, командиром якого також був Роман Литовченко.
Загін Литовченка вів активну боротьбу проти осіб, підозрілих у зв'язках з червоними партизанами. Зокрема відомо, що було вбито більшовицького комісара Чернишова. За підозрою в співчутті більшовикам було заарештовано групу осіб, які були конвойовані до в'язниці у Глухові. По дорозі арештовані брати Яким та Павло Євдокименки втекли а Івана Зеленського було вбито коло с. Береза.
Члени загону, на чолі з комендантом Пилипенком двічі виїжджали в с. Собичеве та Івот для боротьби з більшовицькими загонами.
У жовтні 1918 року до Шостки прибула есерівська делегація з 8 людей на чолі з Яковом Саксоновим та просила збройної допомоги в боротьбі з більшовиками. Загін Литовченка висувався через Новгород-Сіверський до містечка Грем'яч, де розправлявся з більшовиками. Існують свідчення, що загін Литовченка брав участь у погромах, в побиттях та обшуках квартир більшовиків..

### Червона армія
У 1919 році при нез'ясованих обставинах (а за словами самого Литовченка — добровільно) вступив у Червону армію до 107 кавалерійського радянського полку. У 1920 році його було важко поранено в обидві ноги на польському фронті, після чого, за словами самого Литовченка, він пролежав 4 роки у лазареті, переніс 3 операції а врешті йому ампутували обидві ноги по перші суглоби, він став інвалідом ІІ групи.

### Мирне життя
У січні 1925 року Литовченко, вже проживаючи в Кременчуці, приховавши факт своєї участі в збройній боротьбі проти більшовиків, вступив до Товариства колишніх політкаторжан і засланців. У 1926 році цим товариством йому було призначено пенсію у зв'язку з неможливістю працювати. У квітні 1927 року Литовченка виключили з Товариства через те, що належність до революціонерів він на суді не визнав та писав прошенія про помилування. Литовченко безуспішно аргументував, що прошенія насправді писав не він, а його тесть. Те що Литовченко очолював український самостійницький загін у 1918 році в Шостці Товариству відомо не було.
У 1925 році проживав у місті Кременчук за адресою Дніпровський провулок, буд. 8, кв. 2.
Подальша доля невідома.